# This Was
This Was es el álbum debut de la banda inglesa de rock, Jethro Tull, grabado y lanzado al mercado en 1968. Es un álbum con marcados rasgos de blues y jazz, muy diferente a los siguientes álbumes de la banda. A pesar de haber sido grabado con un presupuesto muy bajo (tan solo 1200 £), en general recibió críticas favorables y tuvo un relativo éxito comercial.

## Historia
El título del álbum, This Was, se le ocurrió a Ian Anderson, y con él quiso declarar que el sonido de blues que presentaba el disco reflejaba solo un estadio temporal de lo que iba a ser el futuro estilo de la banda. La famosa portada del disco presenta a los miembros del grupo caracterizados como ancianos mendigos. Los Jethro Tull ofrecerían esta imagen durante los primeros años en sus conciertos en directo.
El guitarrista, Mick Abrahams, dejó la banda poco después del lanzamiento del álbum en Estados Unidos por desavenencias con Ian Anderson sobre el estilo musical que debería seguir el grupo y sobre el liderazgo del mismo. Abrahams deseaba que Jethro Tull siguiera haciendo un tipo de música cercana al blues.
Este disco incluye la única canción de Jethro Tull que no está cantada por Ian Anderson, "Move On Alone", y que está interpretada por Mick Abrahams. Contiene una versión del tema jazzístico "Serenade to a Cuckoo", de Roland Kirk, músico cuya técnica de flauta (la denominada percusión de boca) influiría totalmente en el personal estilo de Anderson.
"Cat's Squirrel" sería más tarde interpretada por la banda que Mick Abrahams formaría después, llamada Blodwyn Pig. Como anécdota, el tema "Beggar's Farm" ("La granja del mendigo") se puede oír como fondo musical sobre el escenario en el reportaje filmado sobre el legendario concierto de Woodstock.
En 1999, Mick Abrahams, que había formado con antiguos miembros de los Tull un grupo también denominado This Was, lanzó al mercado, This Is!, una nueva versión del álbum original de los Jethro Tull. El disco recibió duras críticas por parte de los seguidores de Jethro Tull, aunque recibió el apoyo del mismo Ian Anderson.

## El primer videoclip:A Song for Jeffrey
De estas tempranas fechas de 1968 podemos ver el primer videoclip de los Jethro Tull interpretando el tema A Song for Jeffrey dentro del espectáculo Rock And Roll Circus, de los Rolling Stones. El guitarrista que vemos en el mismo es Tony Iommi, quien sustituyó a Mick Abrahams tras la marcha de éste, y, en los escasos diez días que permaneció en el grupo, pudo grabar dicho vídeo con la banda.

## Puesto en las listas de éxitos
- Puesto en las listas de EE. UU.: 62.
- Puesto en las listas de UK: 10.[2]

## Lista de temas
| #   | Título                                 | Autor                                                                     | Interpretaciones | Tiempo |
| --- | -------------------------------------- | ------------------------------------------------------------------------- | ---------------- | ------ |
| 1.  | "My Sunday Feeling"                    | (Ian Anderson)                                                            |                  | 3:42   |
| 2.  | "Some Day the Sun Won't Shine for You" | (Ian Anderson)                                                            |                  | 2:49   |
| 3.  | "Beggar's Farm"                        | (Mick Abrahams / Ian Anderson)                                            |                  | 4:20   |
| 4.  | "Move On Alone"                        | (Mick Abrahams)                                                           |                  | 1:59   |
| 5.  | "Serenade to a Cuckoo"                 | (Rahsaan Roland Kirk)                                                     |                  | 6:11   |
| 6.  | "Dharma for One"                       | (Ian Anderson / Clive Bunker)                                             |                  | 4:16   |
| 7.  | "It's Breaking Me Up"                  | (Ian Anderson)                                                            |                  | 5:05   |
| 8.  | "Cat's Squirrel"                       | (Tradicional, arreglo por Mick Abrahams)                                  |                  | 5:44   |
| 9.  | "A Song for Jeffrey"                   | (Ian Anderson)                                                            |                  | 3:23   |
| 10. | "Round"                                | (Ian Anderson /Mick Abrahams / Clive Bunker / Glenn Cornick/Terry Ellis)) |                  | 0:49   |

Bonus tracks (remasterización en reedición del año 2001)
| #  | Título             | Autor           | Buscar interpretaciones | Tiempo |
| -- | ------------------ | --------------- | ----------------------- | ------ |
| 1. | "One for John Gee" | (Mick Abrahams) |                         | 2:06   |
| 2. | "Love Story"       | (Ian Anderson)  |                         | 3:06   |
| 3. | "Christmas Song"   | (Ian Anderson)  |                         | 3:06   |

## Intérpretes
Jethro Tull
- Ian Anderson: voz, flauta, armónica, claghorn y piano.
- Mick Abrahams: guitarra, guitarra de 9 cuerdas y voz.
- Clive Bunker: batería, hooter, charm bracelet y percusión.
- Glenn Cornick: bajo.

Colaboradores
- David Palmer: arreglos de metal y director de orquesta en el tema "Move On Alone".

## Otros créditos
- Producción: Terry Ellis y Jethro Tull.
- Concepto de la cubierta: Terry Ellis e Ian Anderson.
- Cubierta: Brian Ward.

## Versiones de temas deThis Wasrealizadas por Jethro Tull

### "My Sunday Feeling"
| Año    | Título                                 | Autor          | Interpretaciones | Tiempo | Álbum (CD) / EP / Single de referencia                                 |
| ------ | -------------------------------------- | -------------- | ---------------- | ------ | ---------------------------------------------------------------------- |
| 1968   | "My Sunday Feeling" (versión original) | (Ian Anderson) |                  | 3:42   | This Was                                                               |
| • 1970 | "My Sunday Feeling" (en vivo)          | (Ian Anderson) |                  | 5:20   | Nothing Is Easy: Live at the Isle of Wight 1970                        |
| • 1992 | "My Sunday Feeling" (en vivo)          | (Ian Anderson) |                  | 3:56   | The Beacons Bottom Tapes / The 25th Anniversary Boxed Set (Disco Tres) |
| • 1993 | "My Sunday Feeling" (remezcla)         | (Ian Anderson) |                  | 3:40   | The 25th Anniversary Boxed Set (Disco Uno: "Remixed")                  |
| • 2001 | "My Sunday Feeling" (en vivo)          | (Ian Anderson) |                  | 4:00   | Living with the Past                                                   |

### "Some Day the Sun Won't Shine for You"
| Año    | Título                                                    | Autor          | Interpretaciones | Tiempo | Álbum (CD) / EP / Single de referencia                                 |
| ------ | --------------------------------------------------------- | -------------- | ---------------- | ------ | ---------------------------------------------------------------------- |
| 1968   | "Some Day the Sun Won't Shine for You" (versión original) | (Ian Anderson) |                  | 2:49   | This Was                                                               |
| • 1992 | "Some Day the Sun Won't Shine for You" (en vivo)          | (Ian Anderson) |                  | 3:59   | A Little Light Music                                                   |
| • 1992 | "Some Day the Sun Won't Shine for You" (en vivo)          | (Ian Anderson) |                  | 2:01   | The Beacons Bottom Tapes / The 25th Anniversary Boxed Set (Disco Tres) |
| • 2001 | "Some Day the Sun Won't Shine for You" (en vivo)          | (Ian Anderson) |                  | 4:13   | Living with the Past                                                   |
| • 2003 | "Some Day the Sun Won't Shine for You" (en vivo)          | (Ian Anderson) |                  | 4:20   | Live at Montreux 2003                                                  |

### "Beggar's Farm"
| Año    | Título                                                 | Autor                          | Interpretaciones | Tiempo | Álbum (CD) / EP / Single de referencia                      |
| ------ | ------------------------------------------------------ | ------------------------------ | ---------------- | ------ | ----------------------------------------------------------- |
| 1968   | "Beggar's Farm" (versión original)                     | (Mick Abrahams / Ian Anderson) |                  | 4:20   | This Was                                                    |
| • 1992 | "Beggar's Farm" (octubre de 1992, Pullman, Washington) | (Ian Anderson)                 |                  | 5:21   | The 25th Anniversary Boxed Set (Disco Cuatro: "Pot Pourri") |

### "Serenade to a Cuckoo"
| Año    | Título                                    | Autor                 | Interpretaciones | Tiempo | Álbum (CD) / EP / Single de referencia |
| ------ | ----------------------------------------- | --------------------- | ---------------- | ------ | -------------------------------------- |
| 1968   | "Serenade to a Cuckoo" (versión original) | (Rahsaan Roland Kirk) |                  | 6:11   | This Was                               |
| • 1999 | "Serenade to a Cuckoo" (en vivo)          | (Rahsaan Roland Kirk) |                  |        | Live at the House of Blues             |

### "Dharma for One"
| Año    | Título                              | Autor                         | Interpretaciones | Tiempo | Álbum (CD) / EP / Single de referencia          |
| ------ | ----------------------------------- | ----------------------------- | ---------------- | ------ | ----------------------------------------------- |
| 1968   | "Dharma for One" (versión original) | (Ian Anderson / Clive Bunker) |                  | 4:16   | This Was                                        |
| • 1970 | "Dharma for One" (en vivo)          | (Ian Anderson / Clive Bunker) |                  | 9:45   | Living in the Past                              |
| • 1970 | "Dharma for One" (en vivo)          | (Ian Anderson)                |                  | 10:10  | Nothing Is Easy: Live at the Isle of Wight 1970 |

### "A Song for Jeffrey"
| Año    | Título                                             | Autor          | Interpretaciones | Tiempo | Álbum (CD) / EP / Single de referencia                            |
| ------ | -------------------------------------------------- | -------------- | ---------------- | ------ | ----------------------------------------------------------------- |
| 1968   | "A Song for Jeffrey" (versión original)            | (Ian Anderson) |                  | 3:23   | This Was / Living in the Past                                     |
| • 1968 | "A Song for Jeffrey" (grabado en vivo para la BBC) | (Ian Anderson) |                  | 2:47   | 20 Years of Jethro Tull (CD 1)                                    |
| • 1970 | "A Song for Jeffrey"                               | (Ian Anderson) |                  | 5:45   | The 25th Anniversary Boxed Set (Disco Dos: "Carnegie Hall, N.Y.") |
| • 1992 | "A Song for Jeffrey" (octubre de 1992, Chicago)    | (Ian Anderson) |                  | 3:26   | The 25th Anniversary Boxed Set (Disco Cuatro: "Pot Pourri")       |
| • 1993 | "A Song for Jeffrey" (remezcla)                    | (Ian Anderson) |                  | 3:20   | The 25th Anniversary Boxed Set (Disco Uno: "Remixed")             |

### "One for John Gee"
| Año  | Título                                | Autor           | Interpretaciones | Tiempo | Álbum (CD) / EP / Single de referencia |
| ---- | ------------------------------------- | --------------- | ---------------- | ------ | -------------------------------------- |
| 1968 | "One for John Gee" (versión original) | (Mick Abrahams) |                  | 2:06   | This Was                               |
| • ¿? | "One for John Gee"                    | (Mick Abrahams) |                  | 2:04   | 20 Years of Jethro Tull (CD 1)         |

## Temas incluidos en el álbumThis Is!de Mick Abrahams
| #   | Título                                 | Autor                                    | Tiempo |
| --- | -------------------------------------- | ---------------------------------------- | ------ |
| 1.  | "My Sunday Feeling"                    | (Ian Anderson)                           | 4:47   |
| 2.  | "It's Breaking me Up"                  | (Ian Anderson)                           | 6:56   |
| 3.  | "Serenade to a Cuckoo"                 | (Rahsaan Roland Kirk)                    | 4:40   |
| 4.  | "Move On Alone"                        | (Mick Abrahams)                          | 2:44   |
| 5.  | "Cat's Squirrel"                       | (Tradicional, arreglo por Mick Abrahams) | 11:04  |
| 6.  | "Some Day the Sun Won't Shine for You" | (Ian Anderson)                           | 4:11   |
| 7.  | "A Song for Jeffrey"                   | (Ian Anderson)                           | 3:20   |
| 8.  | "Dharma for One"                       | (Ian Anderson / Clive Bunker)            | 6:24   |
| 9.  | "Beggar's Farm"                        | (Mick Abrahams / Ian Anderson)           | 4:16   |
| 10. | "Rock Me Baby"                         |                                          | 6:55   |

## Canciones de Jethro Tull lanzadas/grabadas en 1968
| Año  | Título                                              | Autor                                                                      | Interpretaciones | Tiempo | Álbum (CD) / EP / Single de referencia              |
| ---- | --------------------------------------------------- | -------------------------------------------------------------------------- | ---------------- | ------ | --------------------------------------------------- |
| 1968 | "Aeroplane"                                         | (Ian Anderson, Glenn Barnard)                                              |                  | 2:16   | Aeroplane (single) / 20 Years of Jethro Tull (CD 1) |
| 1968 | "Sunshine Day"                                      | (Mick Abrahams)                                                            |                  | 2:26   | Aeroplane (single) / 20 Years of Jethro Tull (CD 1) |
| 1968 | "My Sunday Feeling"                                 | (Ian Anderson)                                                             |                  | 3:42   | This Was                                            |
| 1968 | "Some Day the Sun Won't Shine for You"              | (Ian Anderson)                                                             |                  | 2:49   | This Was                                            |
| 1968 | "Beggar's Farm"                                     | (Mick Abrahams / Ian Anderson)                                             |                  | 4:20   | This Was                                            |
| 1968 | "Move On Alone"                                     | (Mick Abrahams)                                                            |                  | 1:59   | This Was                                            |
| 1968 | "Serenade to a Cuckoo"                              | (Rahsaan Roland Kirk)                                                      |                  | 6:11   | This Was                                            |
| 1968 | "Dharma for One"                                    | (Ian Anderson / Clive Bunker)                                              |                  | 4:16   | This Was                                            |
| 1968 | "It's Breaking me Up"                               | (Ian Anderson)                                                             |                  | 5:05   | This Was                                            |
| 1968 | "Cat's Squirrel"                                    | (Tradicional, arreglo por Mick Abrahams)                                   |                  | 5:44   | This Was                                            |
| 1968 | "A Song for Jeffrey"                                | (Ian Anderson)                                                             |                  | 3:23   | This Was / Living in the Past                       |
| 1968 | "Round"                                             | (Ian Anderson / Mick Abrahams / Clive Bunker/ Glen Cornick / Terry Ellis)) |                  | 0:49   | This Was                                            |
| 1968 | "One for John Gee"                                  | (Mick Abrahams)                                                            |                  | 2:06   | This Was                                            |
| 1968 | "Love Story"                                        | (Ian Anderson)                                                             |                  | 3:06   | This Was / Living in the Past                       |
| 1968 | "Stormy Monday Blues" (grabado en vivo para la BBC) | (Eckstime / Crowder / Hines)                                               |                  | 4:05   | 20 Years of Jethro Tull (CD 1)                      |
| 1968 | "Christmas Song"                                    | (Ian Anderson)                                                             |                  | 3:06   | This Was / Living in the Past                       |